# Jan Kubala
Jan Kubala (* 5. května 2000) je bývalý český fotbalista, který hrál na pozici obránce.

## Klubová kariéra
Na mládežnické úrovni hrál za Frýdek-Místek, Baník Ostrava a od roku 2017 Udinese. Z klubu byl v roce 2020 na hostování ve Slavoji Vyšehrad. V roce 2022 přestoupil do Baníku, ze kterého krátce hostoval v MFK Vyškov.